# Prémios Emmy do Primetime de 2012
A 64.ª edição dos Prémios Emmy do Primetime premiou os melhores programas de televisão no horário nobre dos Estados Unidos exibidos no período de 1º de junho de 2011 até 31 de maio de 2012, conforme escolhido pela Academia de Artes e Ciências da Televisão. A cerimônia foi realizada no domingo, 23 de setembro de 2012 no Nokia Theatre, no centro de Los Angeles, Califórnia, e foi transmitida nos EUA pela ABC. A cerimônia foi apresentada por Jimmy Kimmel. O Primetime Emmy Creative Arts foi realizado em 15 de setembro e transmitido em 22 de setembro no ReelzChannel

## Indicados e vencedores
Os indicados aos Emmy Awards 2012 foram anunciados em 19 de julho de 2012 no Leonard H. Goldenson Theatre em North Hollywood, California, por Kerry Washington e Jimmy Kimmel.

### Programas
| Melhor série dramática - Homeland (Showtime) - Boardwalk Empire (HBO) - Breaking Bad (AMC) - Downton Abbey (PBS) - Mad Men (AMC) - Game of Thrones (HBO)                                                                  | Melhor série de comédia - Modern Family (ABC) - 30 Rock (NBC) - The Big Bang Theory (CBS) - Curb Your Enthusiasm (HBO) - Girls (HBO) - Veep (HBO) |
| Melhor minissérie ou telefilme - Game Change (HBO) - American Horror Story: Murder House (FX) - Hatfields & McCoys (History) - Hemingway & Gellhorn (HBO) - Luther (BBC America) - Sherlock: A Scandal in Belgravia (PBS) | Melhor programa de variedades - The Daily Show with Jon Stewart (Comedy Central) - The Colbert Report (Comedy Central) - Jimmy Kimmel Live! (ABC) - Late Night with Jimmy Fallon (NBC) - Real Time with Bill Maher (HBO) - Saturday Night Live (NBC) |
| Melhor reality show de competição - The Amazing Race (CBS) - Dancing with the Stars (ABC) - Project Runway (Lifetime) - So You Think You Can Dance (Fox) - Top Chef (Bravo) - The Voice (NBC)                             | |

### Atuação

#### Atuação principal
| Melhor ator em série dramática - Damian Lewis como Nicholas Brody em Homeland (Showtime) - Hugh Bonneville como Robert Crawley em Downton Abbey (PBS) - Steve Buscemi como Enoch "Nucky" Thompson em Boardwalk Empire (HBO) - Michael C. Hall como Dexter Morgan em Dexter (Showtime) - Jon Hamm como Don Draper em Mad Men (AMC) - Bryan Cranston como Walter White em Breaking Bad (AMC)                                                                            | Melhor atriz em série dramática - Claire Danes como Carrie Mathison em Homeland (Showtime) - Julianna Margulies como Alicia Florrick em The Good Wife (CBS) - Kathy Bates como Harriet "Harry" Korn em Harry's Law (NBC) - Glenn Close como Patty Hewes em Damages (Audience Network) - Elisabeth Moss como Peggy Olson em Mad Men (AMC) - Michelle Dockery como Lady Mary Crawley em Downton Abbey (PBS)                  |
| Melhor ator em série de comédia - Jon Cryer como Alan Harper em Two and a Half Men (CBS) - Alec Baldwin como Jack Donaghy em 30 Rock (NBC) - Louis C.K. como Louie em Louie (FX) - Don Cheadle como Marty Kaan em House of Lies (Showtime) - Larry David como ele mesmo em Curb Your Enthusiasm (HBO) - Jim Parsons como Dr. Sheldon Cooper em The Big Bang Theory (CBS)                                                                                              | Melhor atriz em série de comédia - Julia Louis-Dreyfus como Selina Meyer em Veep (HBO) - Amy Poehler como Leslie Knope em Parks and Recreation (NBC) - Zooey Deschanel como Jessica Day em New Girl (Fox) - Lena Dunham como Hannah Horvath em Girls (HBO) - Edie Falco como Jackie Peyton em Nurse Jackie (Showtime) - Tina Fey como Liz Lemon em 30 Rock (NBC) - Melissa McCarthy como Molly Flynn em Mike & Molly (CBS) |
| Melhor ator em minissérie ou telefilme - Kevin Costner como William "Devil Anse" Hatfield em Hatfields & McCoys (History) - Idris Elba como DCI John Luther em Luther (BBC America) - Benedict Cumberbatch como Sherlock Holmes em Sherlock: A Scandal in Belgravia (PBS) - Woody Harrelson como Steve Schmidt em Game Change (HBO) - Clive Owen como Ernest Hemingway em Hemingway & Gellhorn (HBO) - Bill Paxton como Randall McCoy em Hatfields & McCoys (History) | Melhor atriz em minissérie ou telefilme - Julianne Moore como Sarah Palin em Game Change (HBO) - Connie Britton como Vivien Harmon em American Horror Story (FX) - Ashley Judd como Rebecca Winstone em Missing (ABC) - Nicole Kidman como Martha Gellhorn em Hemingway & Gellhorn (HBO) - Emma Thompson como She em The Song of Lunch (PBS)                                                                               |

#### Atuação coadjuvante
| Melhor ator coadjuvante em série dramática - Aaron Paul como Jesse Pinkman em Breaking Bad (AMC) - Jim Carter como Charles Carson em Downton Abbey (PBS) - Brendan Coyle como John Bates em Downton Abbey (PBS) - Peter Dinklage como Tyrion Lannister em Game of Thrones (HBO) - Giancarlo Esposito como Gus Fring em Breaking Bad (AMC) - Jared Harris como Lane Pryce em Mad Men (AMC)                     | Melhor atriz coadjuvante em série dramática - Maggie Smith como Violet Crawley em Downton Abbey (PBS) - Christine Baranski como Diane Lockhart em The Good Wife (CBS) - Joanne Froggatt como Anna Bates em Downton Abbey (PBS) - Anna Gunn como Skyler White em Breaking Bad (AMC) - Christina Hendricks como Joan Harris em Mad Men (AMC) - Archie Panjabi como Kalinda Sharma em The Good Wife (CBS)                                                 |
| Melhor ator coadjuvante em série de comédia - Eric Stonestreet como Cameron Tucker em Modern Family (ABC) - Ty Burrell como Phil Dunphy em Modern Family (ABC) - Jesse Tyler Ferguson como Mitchell Pritchett em Modern Family (ABC) - Max Greenfield como Schmidt em New Girl (Fox) - Bill Hader como vários personagens em Saturday Night Live (NBC) - Ed O'Neill como Jay Pritchett em Modern Family (ABC) | Melhor atriz coadjuvante em série de comédia - Julie Bowen como Claire Dunphy em Modern Family (ABC) - Mayim Bialik como Drª. Amy Farrah Fowler em The Big Bang Theory (CBS) - Kathryn Joosten como Karen McCluskey em Desperate Housewives (ABC) - Sofía Vergara como Gloria Delgado-Pritchett em Modern Family (ABC) - Merritt Wever como Zoey Barkow em Nurse Jackie (Showtime) - Kristen Wiig como várias personagens em Saturday Night Live (NBC) |
| Melhor ator coadjuvante em minissérie ou telefilme - Tom Berenger como Jim Vance em Hatfields & McCoys (History) - Martin Freeman como Dr. John Watson em Sherlock: A Scandal in Belgravia (PBS) - Ed Harris como John McCain em Game Change (HBO) - Denis O'Hare como Larry Harvey em American Horror Story (FX) - David Strathairn como John Dos Passos em Hemingway & Gellhorn (HBO)                       | Melhor atriz coadjuvante em minissérie ou telefilme - Jessica Lange como Constance Langdon em American Horror Story (FX) - Frances Conroy como Moira O'Hara em American Horror Story (FX) - Judy Davis como Jill Tankard em Page Eight (PBS) - Sarah Paulson como Nicolle Wallace em Game Change (HBO) - Mare Winningham como Sally McCoy em Hatfields & McCoys (History)                                                                              |

### Direção
| Melhor direção em série de comédia - Steven Levitan por Modern Family (Episódio: "Baby on Board") (ABC) - Louis C.K. por Louie (Episódio: "Duckling") (FX) - Lena Dunham por Girls (Episódio: "She Did") (HBO) - Jake Kasdan por New Girl (Episódio: "Pilot") (Fox) - Robert B. Weide por Curb Your Enthusiasm (Episódio: "Palestinian Chicken") (HBO) - Jason Winer por Modern Family (Episódio: "Virgin Territory") (ABC) | Melhor direção em série dramática - Tim Van Patten por Boardwalk Empire (Episódio: "To the Lost") (HBO) - Vince Gilligan por Breaking Bad (Episódio: "Face Off") (AMC) - Phil Abraham por Mad Men (Episódio: "The Other Woman") (AMC) - Michael Cuesta por Homeland (Episódio: "Pilot") (Showtime) - Brian Percival por Downton Abbey (Episódio: "Episódio Seven") (PBS) |
| Melhor direção em programa de variedades, musical ou comédia - Glenn Weiss por 65th Tony Awards (CBS) - Louis C.K. por Louis C.K.: Live at the Beacon Theater (FX) - Louis J. Horvitz por Grammy Awards de 2012 (CBS) - Don Mischer por Oscar 2012 (ABC) - Alan Skog por New York City Ballet: George Balanchine's The Nutcracker (Live from Lincoln Center) (PBS)                                                          | Melhor direção em minissérie, telefilme ou especial dramático - Jay Roach por Game Change (HBO) - Philip Kaufman por Hemingway & Gellhorn (HBO) - Paul McGuigan por Sherlock: A Scandal in Belgravia (PBS) - Kevin Reynolds por Hatfields & McCoys (History) - Sam Miller por Luther (BBC America)                                                                       |

### Roteiro
| Melhor roteiro em série de comédia - Louis C.K. por Louie (Episódio: "Pregnant") (FX) - Lena Dunham por Girls (Episódio: "Pilot") (HBO) - Chris McKenna por Community (Episódio: "Remedial Chaos Theory") (NBC) - Amy Poehler por Parks and Recreation (Episódio: "The Debate") (NBC) - Michael Schur por Parks and Recreation (Episódio: "Win, Lose, or Draw") (NBC) | Melhor roteiro em série dramática - Alex Gansa, Howard Gordon e Gideon Raff por Homeland (Episódio: "Pilot") (Showtime) - Julian Fellowes por Downton Abbey (Episódio: "Episódio Seven") (PBS) - Semi Chellas e Matthew Weiner por Mad Men (Episódio: "Far Away Places") (AMC) - Semi Chellas e Matthew Weiner por Mad Men (Episódio: "The Other Woman") (AMC) - Andre Jacquemetton e Maria Jacquemetton por Mad Men (Episódio: "Commissions and Fees") (AMC) |
| Melhor roteiro em programa de variedades, musical ou comédia - Louis C.K.: Live at the Beacon Theater (FX) - 65th Tony Awards (CBS) - Oscar 2012 (ABC) - Betty White's 90th Birthday: A Tribute To America's Golden Girl (NBC) - Kennedy Center Honors (CBS) | Melhor roteiro em minissérie, telefilme ou especial dramático - Danny Strong por Game Change (HBO) - Neil Cross por Luther (BBC America) - Bill Kerby, Ted Mann e Ronald Parker por Hatfields & McCoys (History) - Steven Moffat por Sherlock: A Scandal in Belgravia (PBS) - Abi Morgan por The Hour (BBC America) |

## Apresentadores
- Aziz Ansari[4]
- Kathy Bates[4]
- Andre Braugher[5]
- Connie Britton[5]
- Steve Buscemi[4]
- Louis C.K.[6]
- Stephen Colbert[4]
- Jon Cryer[7]
- Claire Danes[7]
- Jeremy Davies[7]
- Kat Dennings[4]
- Zooey Deschanel[7]
- Giancarlo Esposito[5]
- Jimmy Fallon[4]
- Tina Fey[7]
- Michael J. Fox[5]
- Ricky Gervais[6]
- Ginnifer Goodwin[6]
- Jon Hamm[5]
- Ron Howard[5]
- Mindy Kaling[6]
- Jane Levy[4]
- Lucy Liu[5]
- Seth MacFarlane[4]
- Julianna Margulies[5]
- Melissa McCarthy[7]
- Julianne Moore[5]
- Hayden Panettiere[4]
- Jim Parsons[6]
- Matthew Perry[4]
- Martha Plimpton[7]
- Amy Poehler[6]
- James Rolfe[4]
- Kiefer Sutherland[5]
- Emily VanCamp[7]
- James Van Der Beek[4]
- Kerry Washington[7]
- Damon Wayans, Jr.[4]

## Maiores vencedores
- 6: Game of Thrones (HBO), Homeland (Showtime)
- 5: Game Change (HBO), Hatfields & McCoys (History), Modern Family (ABC)
- 4: Boardwalk Empire (HBO), Saturday Night Live (NBC)

## Programas mais nomeados
- 17: American Horror Story (FX) / Mad Men (AMC)
- 16: Downton Abbey (PBS) / Hatfields & McCoys (History)
- 15: Hemingway & Gellhorn (HBO)
- 14: Modern Family (ABC) / Saturday Night Live (NBC)
- 13: 30 Rock (NBC) / Breaking Bad (AMC) / Sherlock: A Scandal in Belgravia (PBS)
- 12: Boardwalk Empire (HBO) / Game Change (HBO)
- 11: Game of Thrones (HBO)
- 9: Homeland (Showtime)
- 8: 84th Annual Academy Awards (ABC)
- 7: The Amazing Race (CBS) / Dancing With the Stars (ABC) / The Good Wife (CBS)